# 莉萨·福里斯特
莉萨·福里斯特（英語：Lisa Forrest，1964年3月9日—），澳大利亚女子游泳运动员。她曾代表澳大利亚参加1978年和1982年英联邦运动会游泳比赛，获得二枚金牌和一枚银牌。她也曾参加1980年夏季奥运会。